# Poison Pill (album)
Pour l’article homonyme, voir Poison Pill (groupe).
Singles
1. Wake the Sinner
Sortie : 20 octobre 2017

Poison Pill est le premier album du groupe suédois de power metal Poison Pill, publié le 7 novembre 2017 chez Sliptrick Records. Il est composé de douze pistes, pour une durée totale de 45 minutes et 31 secondes.
Le single Wake the Sinner a été publié le 20 octobre 2017 et il a atteint le top 5 du classement des meilleures ventes iTunes dans la catégorie métal.

## Liste des chansons
| 1.    | Introspection            | 1:17 |
| 2.    | Wake The Sinner          | 3:31 |
| 3.    | Pitch Black              | 3:59 |
| 4.    | Redeye                   | 3:22 |
| 5.    | Confession Of A Liar     | 4:36 |
| 6.    | Jurisdictional Confusion | 3:00 |
| 7.    | Deathblow                | 4:32 |
| 8.    | Poison Pill              | 4:16 |
| 9.    | Call Of The Precious     | 4:09 |
| 10.   | Terminal Point           | 3:56 |
| 11.   | Demons                   | 4:17 |
| 12.   | Exit                     | 4:36 |
| 45:31 |                          |      |

## Artistes
Les membres du groupe ne sont actuellement pas connus. Une information indique que les enregistrements de cet album ont été réalisés avec le batteur Snowy Shaw.